# José Luis Rocha
José Luis Rocha (Ciudad de México, 27 de junio de 1966) es un deportista mexicano que compitió en saltos de trampolín. Ganó una medalla de bronce en los Juegos Panamericanos de 1987, en la prueba individual.

## Palmarés internacional
| Juegos Panamericanos | Juegos Panamericanos          | Juegos Panamericanos | Juegos Panamericanos |
| Año                  | Lugar                         | Medalla              | Prueba               |
| -------------------- | ----------------------------- | -------------------- | -------------------- |
| 1987                 | Indianápolis (Estados Unidos) | Medalla de bronce    | Trampolín 3 m        |